# ГЕС Ляньхуа
ГЕС Ляньхуа (莲花水电站) — гідроелектростанція на північному сході Китаю у провінції Хейлунцзян. Входить до складу каскаду на річці Муданьцзян, правій притоці Сунгарі, котра в свою чергу є правою притокою Амуру. 
В межах проекту річку перекрили кам’яно-накидною греблею із бетонним облицюванням висотою 72 метра, довжиною 902 метрів та шириною по гребеню 8 метрів. Крім того, для закриття сідловини ліворуч від неї зведена кам’яно-накидна споруда із глиняним ядром висотою 47 метрів, довжиною 332 метра та шириною по гребеню 8 метрів. На час будівництво воду відвели за допомогою двох тунелів довжиною 0,62 км та 0,5 км з діаметром по 13,7 метра. Гребля утримує велике водосховище з об’ємом 4,18 млрд м3 (корисний об’єм 2,72 млрд м3) та нормальним рівнем поверхні на позначці 218 метрів НРМ. 
Зі сховища ресурс подається до розташованого на правобережжі наземного машинного залу. У складі підвідної системи працюють два вирівнювальні резервуари висотою 94 метра та чотири напірні водоводи довжиною по 0,14 км з діаметром 8,4 метра.
Станцію обладнали чотирма турбінами типу Френсіс потужністю по 137,5 МВт, які забезпечують виробництво 779 млн кВт-год електроенергії на рік. 
Під час будівництва комплексу була проведена виїмка 6,2 млн м3 та відсипка 5,9 млн м3 породи, а також використано 497 тис м3 бетону.
Видача продукції відбувається по ЛЕП, розрахованій на роботу під напругою 220 кВ.